# Zamelah
Zamelah (en persan : زامله romanisé en Zāmelah) est un village de la province de Kermanshah en Iran. Lors du recensement de 2006, sa population était de 382 habitants répartis dans 75 familles.